# داني نييتو
داني نييتو (بالإسبانية: Daniel Nieto Vela)‏ (4 مايو 1991 في إيطاليا - ) هو لاعب كرة قدم إسباني في مركز الهجوم. شارك مع منتخب إسبانيا تحت 16 سنة لكرة القدم. أما مع النوادي، فقد لعب مع إسبانيول وسكودا زانثي ونادي ألكوركون ونادي إيبار ونادي برشلونة ب ونادي برشلونة ونادي جيرونا وإسبانيول ب.

## وصلات خارجية
- داني نييتو على موقع الاتحاد الأوربي (الإنجليزية)
- داني نييتو على موقع قاعدة بيانات كرة القدم.إي يو (الإنجليزية)
- داني نييتو على موقع Soccerway.com (الإنجليزية)
- داني نييتو على موقع عالم كرة القدم.نت (الإنجليزية)
- داني نييتو على موقع AS.com (الإسبانية)